# Сёндрол, Одне
Одне Сёндрол (норв. Ådne Søndrål, 10 мая 1971, Нутодден) — норвежский конькобежец, олимпийский чемпион 1998 года, рекордсмен мира.
В 1990-х годах Одне Сёндрол был одним из сильнейших в мире конькобежцев в беге на 1.500 метров. Он участвовал в четырёх зимних Олимпийских играх. На Зимних Олимпийских играх 1992 года в Альбервиле Сёндрол завоевал серебряную медаль на дистанции 1 500 метров. На Зимних Олимпийских играх 1994 года в Лиллехамере он занял четвёртое место. На Зимних Олимпийских играх 1998 года в Нагано Сёндрол стал олимпийским чемпионом на дистанции 1 500 метров, установив при этом мировой рекорд: 1:47,87. На Зимних Олимпийских играх 2002 года в Солт-Лейк-Сити Сёндроль завоевал бронзовую медаль на дистанции 1 500 метров.
С 2002 по 2006 годы входил в состав комиссии спортсменов МОК.

## Мировые рекорды
Сёндрол дважды устанавливал мировые рекорды:
- 1 500 метров — 1:47,87 (12 февраля 1998 года, Нагано)
- 1 500 метров — 1:46,43 (28 марта 1998 года, Калгари)

## Лучшие результаты
Лучшие результаты Сёндроля на отдельных дистанциях:
- 500 метров — 35,72 (15 января 2000 года, Хамар)
- 1 000 метров — 1:08,15 (2 декабря 2001 года, Солт-Лейк-Сити)
- 1 500 метров — 1:45,26 (19 февраля 2002 года, Солт-Лейк-Сити)
- 3 000 метров — 4:12,40 (13 ноября 1993 года, Берген)
- 5 000 метров — 6:40,53 (6 февраля 1999 года, Хамар)
- 10 000 метров — 14:13,12 (7 февраля 1999 года, Хамар)